# Švédské námořnictvo
Švédské námořnictvo (švédsky: Marinen) je součást švédských ozbrojených sil.

## Historie

Vlajka Švédského námořnictva

### Vznik
Švédské námořnictvo vzniklo zásluhou krále Gustava I. Vasy v době rozpadu Kalmarské unie (1523). Gustav I. námořnictvo posílil zakoupením nových lodí, z nichž Vasa se dochovala dodnes.

### Studená válka
Za druhé světové války bylo Švédsko neutrálním státem, což se projevilo i internací plavidel válčících stran (např. Polské ponorky uniknuvší po německo-sovětské invazi do země). Námořnictva Německa a SSSR byla po válce značně oslabena, takže Švédsko na Baltu do po jednu dekádu dominovalo. Po válce tvořily základ námořnictva větší jednotky – moderní lehké křižníky (protiletadlový Gotland a dvojice třídy Tre Kronor), velké torpédoborce (šest třídy Göteborg, čtyři třídy Visby a dva třídy Öland) a ponorky (třídy Delfinen, Neptun, Sjölejonet a U 1) které doplňovaly lehké síly torpédových člunů a minolovek a dále zajišťovala stacionární minová pole. Technologicky se jednalo o poměrně moderní plavidla. V 50. letech však začala rychlá obnova sovětského námořnictva, které se stalo hlavní silou v oblasti. Naopak německá Bundesmarine, zařazená do sil NATO hrozbou být přestala.

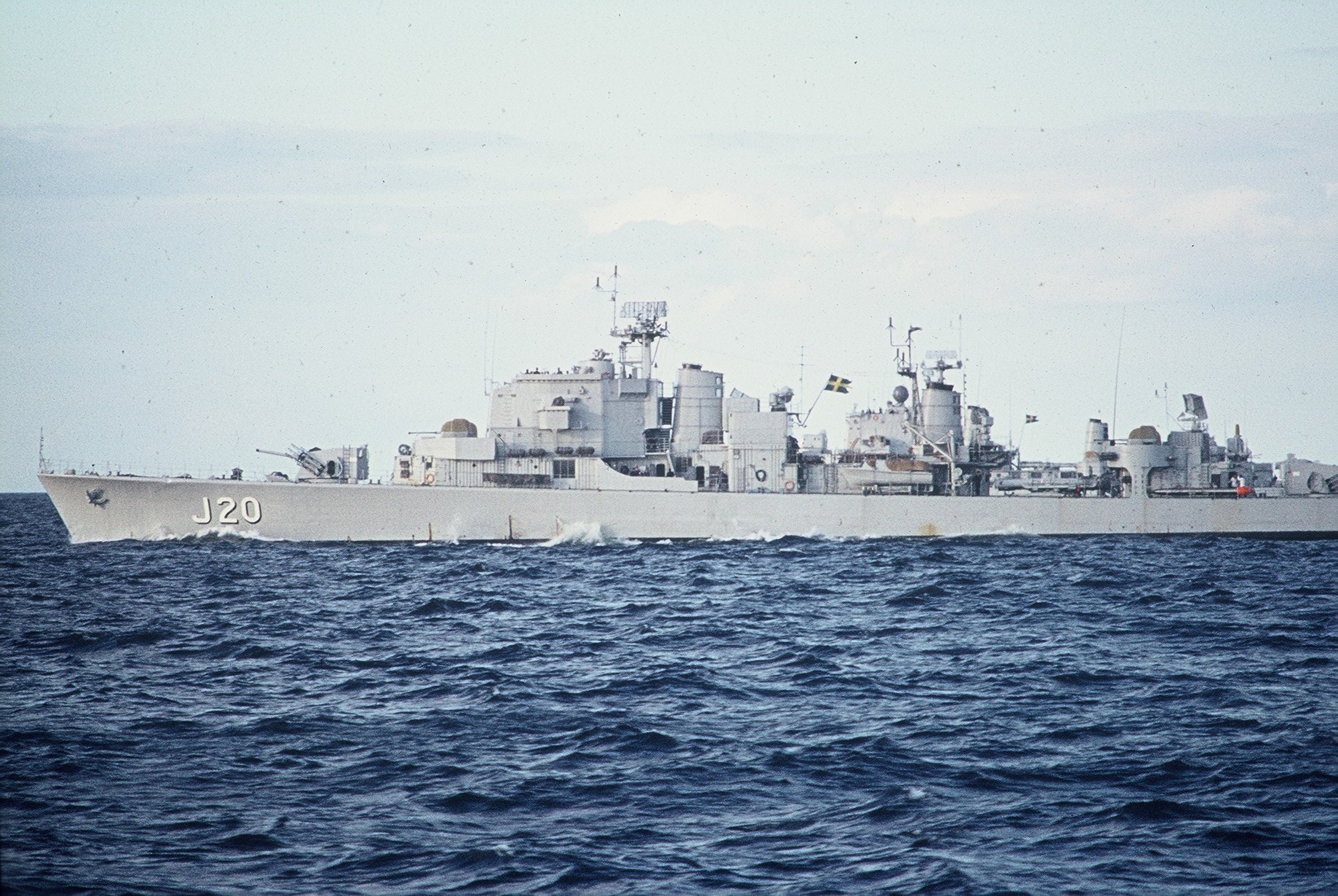
Torpédoborec třídy Östergötland

Během 50. let síly námořnictva posílily především dva torpédoborce třídy Halland a čtyři poslední švédské třídy Östergötland. Poté země se stavbou velkých lodí přestala. Přijetí nové obranné doktríny na sklonku 50. totiž znamenalo odklon od provozování křižníků a torpédoborců (byly postupně vyřazovány), zachování menšího množství moderních ponorek a naopak rostoucí důraz na lehké síly. Ty reprezentovaly zejména torpédové čluny a od osmdesátých let raketové čluny.
V letech 1957 až 1962 byly dokončovány ponorky třídy Hajen a Draken představující poválečnou generaci ovlivněnou pokročilým německým typem XXI – ponorku U-3503 potopila na sklonku války posádka ve švédských teritoriálních vodách a Švédi ji vyzdvihli a pečlivě prozkoumali.

### Současnost
Po skončení studené války a rozpadu Sovětského svazu, hlavního švédského rivala na Baltu, došlo k dalšímu omezování velikosti námořnictva, které je dnes malé, ovšem kompaktní a moderně vyzbrojené. Jeho hlavní síly tvoří moderní raketové korvety a ponorky.
Korveta Gävle se roku 2006 stala první švédskou lodí nasazenou v operaci OSN. Připojila se k ní též korveta Sundsvall. Obě lodi byly součástí mise UNIFIL v Libanonu.

## Složení

### Korvety

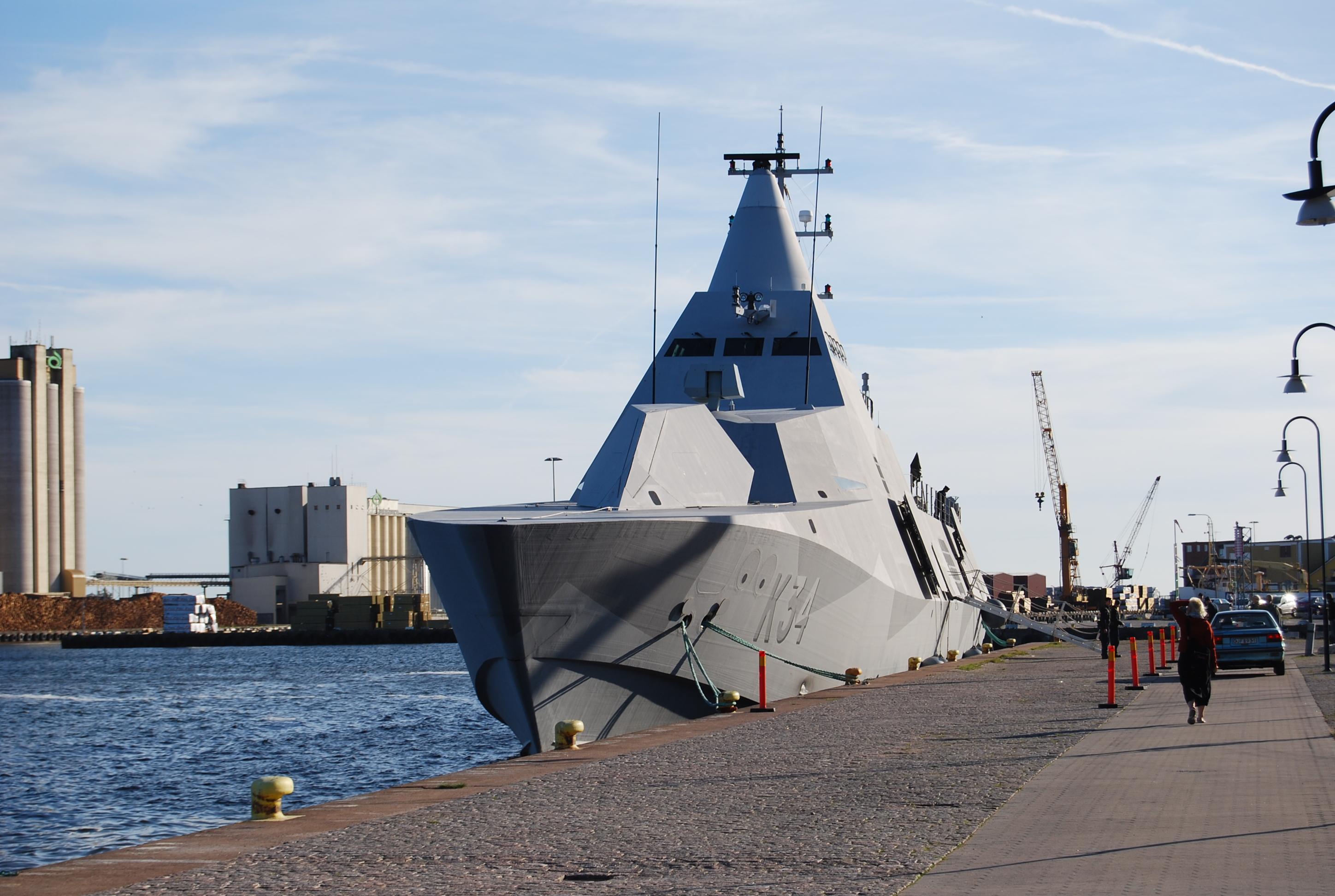
Korveta Nyköping

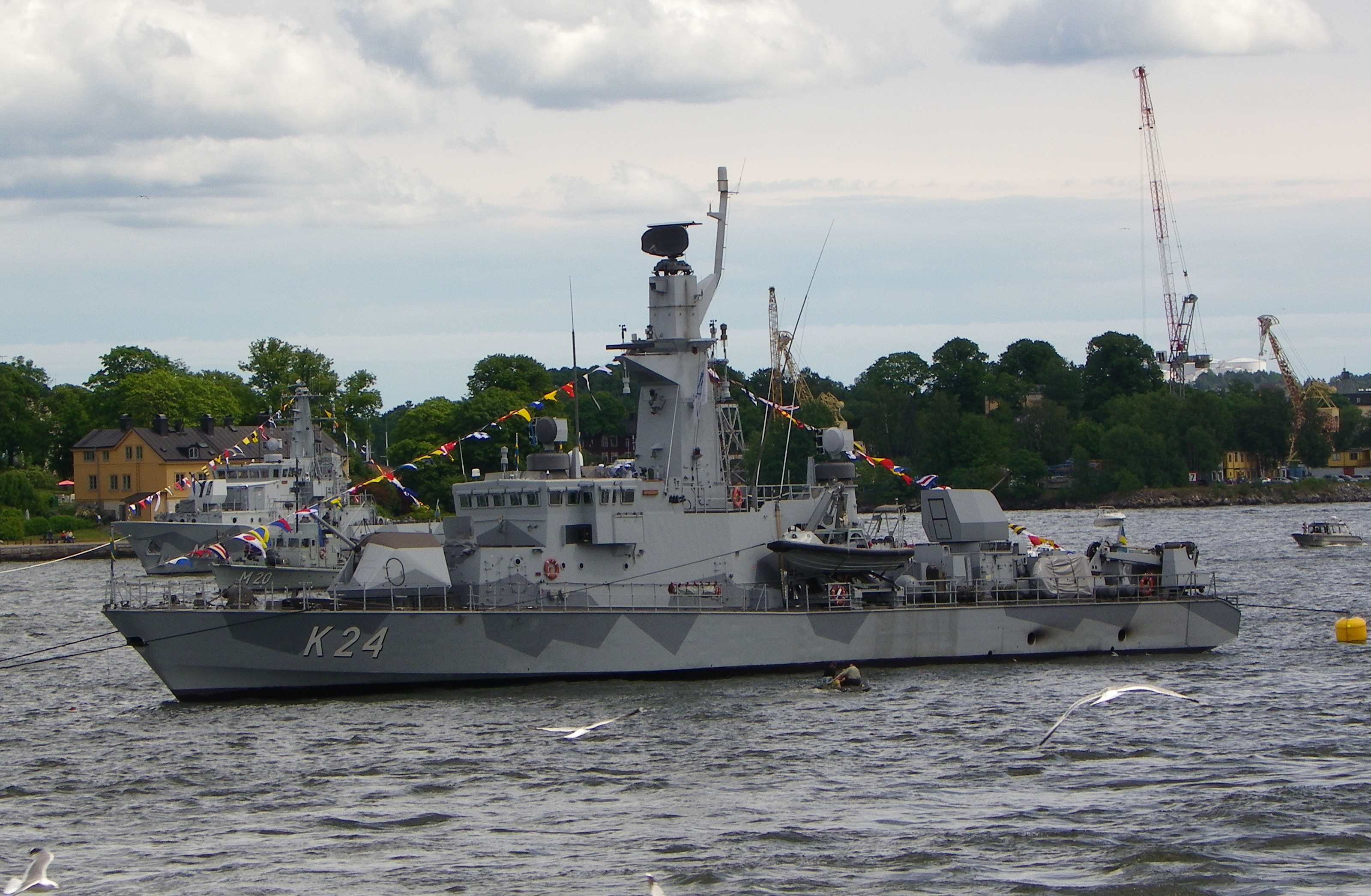
Korveta Sundsvall

- Třída Visby
  - Visby (K31)
  - Helsingborg (K32)
  - Härnösand (K33)
  - Nyköping (K34)
  - Karlstad (K35)

- Třída Göteborg
  - Göteborg (K21)
  - Gävle (K22)
  - Kalmar (K23)
  - Sundsvall (K24)

- Třída Stockholm
  - Stockholm (K11)
  - Malmö (K12)

### Ponorky

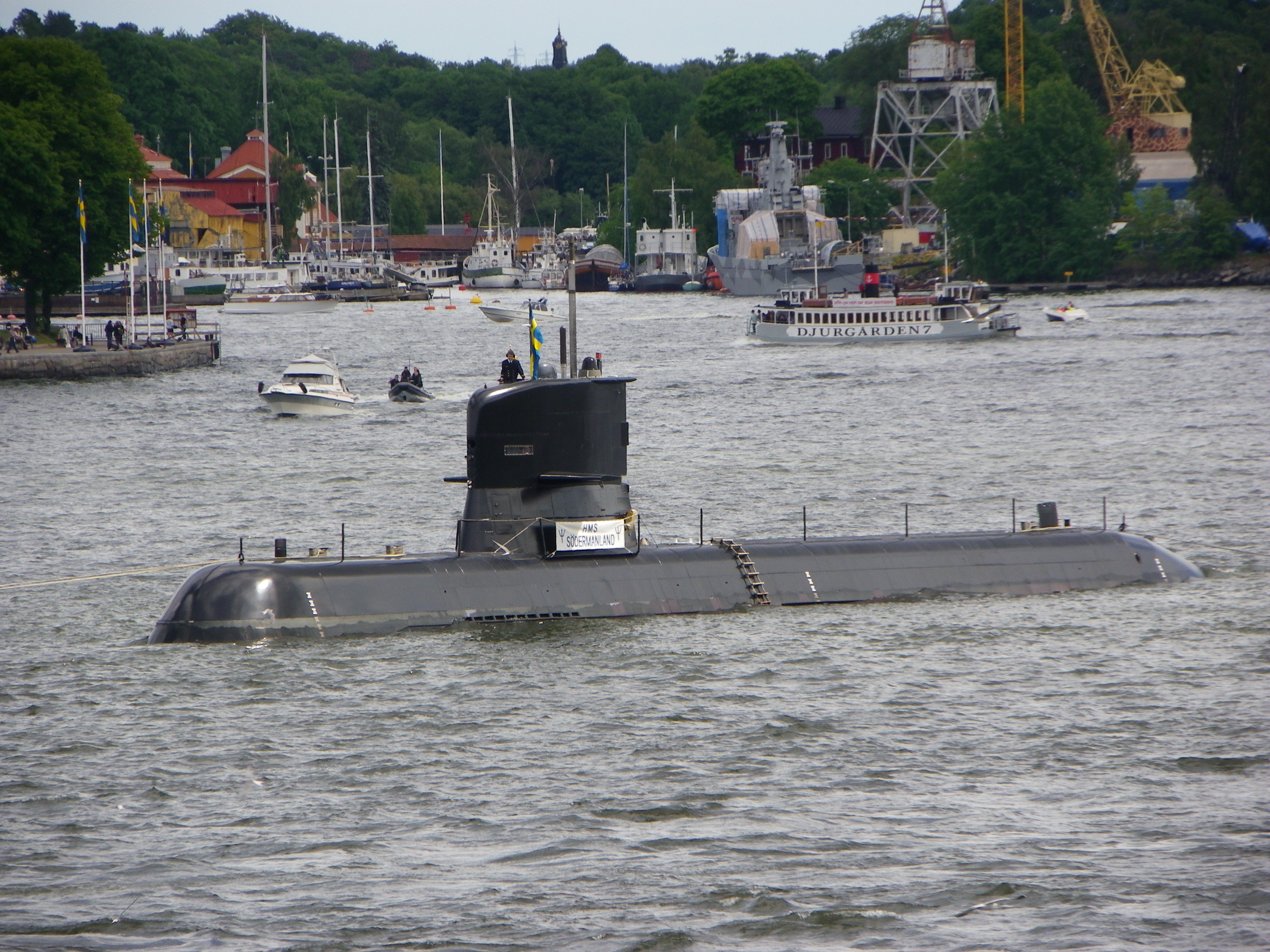
Ponorka Södermanland

- Třída Gotland
  - Gotland (Gtd)
  - Uppland (Upd)
  - Halland (Hnd)

- Třída Södermanland
  - Södermanland (Söd)
  - Östergötland (Öst)

### Minolovky
- Třída Styrsö (4 ks)
- Třída Koster (5 ks)
- Třída Landsort (2 ks)

### Hlídkové lodě
- Carlskrona (P04)
- Třída Tapper (12 ks)
- Stridsbåt 90

### Výsadkové lodě
- Lätt trossbåt (16 ks)

### Školní lodě
- Falken
- Gladan

### Pomocné lodě

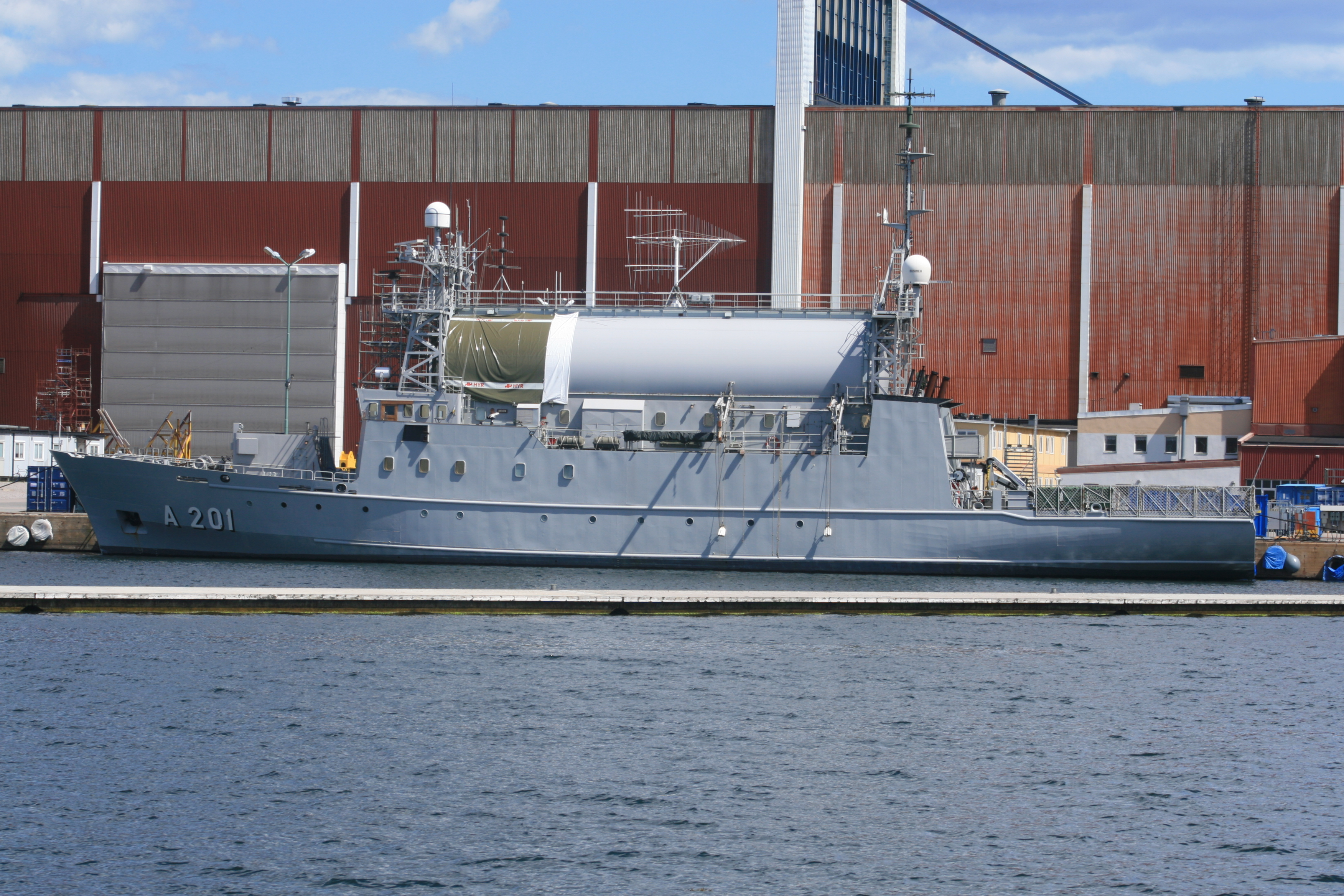
Zpravodajská loď Orion (A201)

- Artemis (A202) – zpravodajská loď
- Orion (A201) – zpravodajská loď

## Plánované akvizice
- Třída Blekinge – konvenční ponorky (2 ks)
- Třída Luleå – hladinové válečné lodě (4 ks)[2]